# Белорусская демократическая оппозиция
Белорусская демократическая оппозиция (бел. Беларуская дэмакратычная апазіцыя), или Белорусское демократическое движение (бел. Беларускі дэмакратычных рух) — собирательное название различных политических партий, движений и других объединений, выступающих против действующего политического режима и правления Александра Лукашенко.

## Предыстория
Современная белорусская оппозиция зародилась в конце 1980-х годов, недостатки советской системы активизировали значительную часть белорусского народа вокруг вопросов окружающей среды, десталинизации, национального возрождения и демократических изменений.
С принятием в 1994 году Конституции Республики Беларусь были назначены первые в истории выборы Президента Беларуси, на которых, среди прочих кандидатов, выдвигался и Александр Лукашенко. Среди других кандидатов были также Станислав Шушкевич и Зенон Позняк, позднее ставшие одними из лидеров демократической оппозиции.
В первом туре президентских выборов Лукашенко набрал 44,82 % голосов. За Кебича проголосовали 17,33 % избирателей, 12,8 % проголосовали за Позняка, а 10 % отдали голоса за Шушкевича. Кандидатура Лукашенко была поддержан рядом политиков из будущего демократического движения, в том числе Анатолием Лебедько и Виктором Гончаром, которые видели в нём противовес постсоветской номенклатуре в лице Кебича и будущий инструмент проведения реформ. Второй тур состоялся 10 июля, на котором Лукашенко окончательно победил, получив 80,1 % голосов, став, тем самым, первым президентом независимой Беларуси.
С приходом Лукашенко к власти в Беларуси была усилена цензура. Так, в конце 1994 года депутат Верховного Совета Сергей Антончик представил доклад, в котором говорилось о коррупции в окружении президента. Доклад так и не был опубликован, поскольку был запрещён к печати в самый последний момент, и в результате газеты вышли с «белыми пятнами». На протяжении 1995—1996 годов проходило жёсткое противостояние Верховного Совета и Президента.
В 1995 году по инициативе Лукашенко в стране прошёл референдум, на котором были заданы 4 вопроса: о придании русскому языку государственного статуса, о введении нового государственного флага и государственного герба, об одобрении политики Лукашенко по экономической интеграции с Россией и о праве президента Беларуси распускать Верховный Совет. Более 75 % пришедших на референдум положительно ответили на все 4 вопроса. При этом, законность проведения Референдума была поставлена под сомнение рядом на тот момент уже оппозиционных партий и движений, независимыми наблюдателями и самим Верховным Советом.
В 1996 году прошёл второй в истории независимой Беларуси референдум, согласно которому отсчёт 5-летнего срока президентства начат заново, а сам президент Лукашенко получает расширенные полномочия, тем самым превращая Беларусь в суперпрезидентскую республику. В силу зафиксированных нарушений, результаты референдума также не были признаны оппозиционными партиями и движениями, независимыми наблюдателями, Верховным Советом, а также странами Европейского Союза и США.
Дальнейшее правление Александра Лукашенко часто характерирузется как авторитарное, а множество оппозиционных партий и движений Беларуси в противовес режиму Лукашенко именуются демократическими силами.

## Хронология политического противостояния

### Антисоветские протесты
3 июня 1988 г. в минском еженедельнике «Литаратура и мастатства» («Литература и искусство») была опубликована статья археологов Зенона Позняка и Евгения Шмыгалёва о раскопках 500 массовых захоронений жертв сталинских репрессий в Куропатах на окраине Минска. Статья стала первой публикацией в Белоруссии о «преступлениях» советской власти.
30 октября 1988 года ОМОН в Минске силой разогнал массовую демонстрацию в память о жертвах сталинизма на Куропатах — первое из многих подобных столкновений в современной белорусской истории.

### Создание Белорусского народного фронта
24 и 25 июня 1989 года Белорусский народный фронт «Возрождение» (бел. Адраджэньне) был официально создан с Зеноном Позняком в качестве председателя.

### Протесты 1991 года
События 1991 года представляли собой серию общенациональных забастовок и митингов в поддержку независимости против советской власти и её политики. Падение уровня жизни и безработица наряду с политикой гласности и перестройки также спровоцировали массовые демонстрации и беспорядки, в основном молодые люди, требующие демократии и ведущие рабочие протесты по всей Беларуси.
В 1990 году Белоруссия провела свои первые конкурентные парламентские выборы в Верховный Совет, который после распада Советского Союза провозгласил Белоруссию независимым государством.

### Выборы Лукашенко
23 июня и 10 июля 1994 года в Беларуси прошли первые президентские выборы, на которых победил Лукашенко. С 1995 года он начал укреплять свою власть за счёт парламента и других институтов.

### Противостояние Президента с Верховным Советом
См. также Избиение депутатов в здании Верховного Совета Республики Беларусь
14 мая 1995 года одновременно прошли выборы в Верховный Совет Республики Беларусь 13-го созыва прошли и республиканский референдум. Закон придавал политическим партиям, если они имели первичные организации в соответствующих округах, право выдвигать кандидатов. Из-за низкой явки избирателей за два тура удалось выбрать 119 депутатов, если для формирования Верховного Совета требовалось не менее 174 депутатов (не менее двух третей от полного состава в 260 человек). Вместе с тем из-за отсутствия кворума не удалось продолжить деятельность предыдущего состава депутатского корпуса. Наблюдатели констатировали в этот период обострение борьбы между президентской и законодательной ветвями власти. Судья Конституционного суда Республики Беларусь Михаил Пастухов отмечает, что выборы были фактически сорваны исполнительной властью, и объясняет такую позицию тем, что Александр Лукашенко не хотел избрания сильного органа представительной власти, который мог бы контролировать законность его действий и решений и при наличии оснований начать процедуру импичмента. После выборов исполнительная власть открыто препятствовала работе Верховного Совета 12 созыва, который по закону сохранял свои полномочия: Верховный Совет лишили служебных автомобилей, работавшим на профессиональной основе депутатом перестали выплачивать зарплату и лишили материально-технических условий деятельности. По решению Конституционного суда 29 ноября 1995 года были проведены повторные выборы в округах, где они не состоялись, второй тур состоялся 10 декабря. В результате повторных выборов число избранных депутатов достигло 198 человек, чего было достаточно для правомочности нового состава Верховного Совета.
В парламент нового состава не удалось попасть ни одному представителю Белорусского Народного фронта, который имел сильную оппозиционную фракцию в Верховном Совете 12-го созыва. При выборе председателя Верховного Совета наметились расхождения между Верховным Советом и президентом Беларуси Александром Лукашенко, который предлагал назначить председателем Верховного Совета бывшего премьер-министра Вячеслава Кебича, хотя вес оппозиции в составе Верховного Совета 13-го созыва был меньше, чем в предыдущем составе. Поскольку под влиянием «президентской вертикали» в составе Верховного Совета 13 созыва оказалось много представителей структур управления, руководителей колхозов и совхозов и мало профессиональных политиков и юристов, новый парламент стал проводить политику поддержания решений Александра Лукашенко. Без объяснения причин из Конституционного суда были отозваны все предложения, поступившие от предыдущего председателя Верховного Совета Мечислава Гриба по поводу конституционности указов президента.
Однако демократически настроенные депутаты объединились в единую фракцию и начали оказывать заметное влияние на решения парламента. Они требовали отчёта президента и правительства об использовании бюджетных и внебюджетных средств, поднимали вопросы к министрам, выступали за строгое соблюдение Конституции и законов.
Летом 1996 года Александр Лукашенко выступил с инициативой проведения республиканского референдума и принятия новой редакции Конституции, где все властные полномочия переходили к президенту. Под давлением исполнительной власти Верховный Совет 6 сентября 1996 года назначил республиканский референдум по четырём вопросам, однако это решение парламента по предложению спикера Семёна Шарецкого было рассмотрено Конституционным судом на предмет соответствия Конституции. В итоге суд 4 ноября 1996 года вынес решение, что на обязательный референдум не может выноситься вопрос о внесении изменений и дополнений в Конституцию. В результате решения Конституционного суда Верховный совет изменил своё постановление и признал, что на обязательный референдум выносятся только вопросы о переносе Дня Независимости Республики Беларусь и о выборности руководителей местных органов власти. Не соглашаясь с решением Конституционного суда и Верховного Совета, Александр Лукашенко издал два указа, где вопреки Конституции и Закону" о народном голосовании (референдуме) в Республике Беларусь " определил порядок вступления в силу решений республиканских референдумов об изменениях и дополнениях Конституции Республики Беларусь, а также о недействительности решения Конституционного суда.
73 депутата Верховного Совета обратились 19 ноября 1996 года в Конституционный суд с предложением об отстранении Александра Лукашенко от должности в связи с многочисленными случаями нарушения им Конституции Республики Беларусь, которых насчитывалось 18 актов. В тот же день Конституционный суд возбудил дело «о нарушении президентом Республики Беларусь А. Лукашенко Конституции Республики Беларусь», которое он должен был рассматривать 22 ноября.

### Вмешательство России
21 ноября в Минск приехали премьер-министр России Виктор Черномырдин и его заместитель Валерий Серов, председатель Государственной думы России Геннадий Селезнёв и председатель Совета Федерации России Егор Строев. В ночь с 21 на 22 ноября они провели переговоры с руководством Беларуси, в результате чего было подписано «соглашение об общественно-политической ситуации и конституционной реформе в Республике Беларусь». Соглашение подписали президент Александр Лукашенко, который обязался отменить свои указы об обязательном референдуме по вопросам изменения и дополнений Конституции; Председатель Верховного Совета Семён Шарецкий, который должен был обеспечить отзыв из Конституционного суда обращения депутатов; а также председатель Конституционного суда Валерий Тихиня, который обязывался прекратить дело о нарушении президентом Лукашенко Конституции Республики Беларусь. Вмешательство России во внутренние дела Беларуси не позволило депутатам ВС организовать импичмент Лукашенко.
Подписание соглашения не позволило Конституционному суду начать 22 ноября года рассмотрение дела, итоговое заседание суда было назначено на 26 ноября. Вместе с тем утром 26 ноября были оглашены итоги республиканского референдума, который лишал Верховный Совет своих полномочий, а Конституционный суд в новых условиях прекратил дело о нарушении Конституции Александром Лукашенко после принятия решения Палатой представителей Национального собрания Республики Беларусь об отзыве обращения депутатов Верховного Совета из Конституционного суда.

### Разгон Верховного Совета
26 ноября 1996 года после оглашения итогов республиканского референдума группа депутатов Верховного Совета, лояльных к политике Главы государства, под руководством заместителя председателя Верховного Совета Ю. Малумова приняла закон"о прекращении полномочий Верховного Совета Республики Беларусь тринадцатого созыва". Судья Конституционного суда Республики Беларусь отмечает, что для принятия решения о досрочном прекращении полномочий Верховного Совета требуется по меньшей мере две трети голосов от числа избранных депутатов, то есть не менее 134 голоса «за». Несмотря на это, 27 ноября была сформирована Палата представителей Национального собрания Республики Беларусь, после чего Александр Лукашенко подписал Закон «о прекращении полномочий Верховного Совета Республики Беларусь 13 созыва».
Лояльные к президенту депутаты Верховного Совета 13-го созыва были приглашены в Администрацию Президента, где 62 из 84 депутатов в день оглашения итогов референдума написали заявление с просьбой о зачислении в Палату Представителей Национального собрания.
50 депутатов Верховного Совета 13-го созыва проигнорировали предложение написать заявление о включении их в состав Палаты представителей Национального Собрания, около 70 депутатов продолжали заседание Верховного Совета одновременно с созданием нового парламента. От имени Президиума Верховного Совета депутатами было принято заявление о непризнании итогов референдума 1996 года. На следующий день, 28 ноября, когда депутатами были назначены экономические слушания с участием крупнейших партий, здание Верховного Совета было закрыто" на ремонт", и Собрание депутатов Верховного Совета 13-го созыва окончательно утратило признаки парламентской сессии.

### 1996—1999
Верховный Совет потерял возможность выполнять законодательные и представительские функции, но был признан международным сообществом. С февраля 1997 года депутаты Верховного Совета продолжали свою деятельность в качестве политических экспертов и начали преимущественно называть свои заседания «депутатскими собраниями» вместо бывшего названия — «депутатские сессии». В это время максимальное количество депутатов Верховного Совета не превышало 50 человек.
Вместе с тем, Верховным Советом была создана комиссия по правовой оценке действий президента, председателем которой был избран Виктор Гончар. 14 октября 1997 года депутатами был поддержан отчёт комиссии и подписано заявление о невозможности исполнения Александром Лукашенко президентских полномочий. Постановление было назначено стать первым шагом в восстановлении процедуры импичмента президента, поэтому придание депутатским собранием статуса полномочий заседаний Верховного Совета имело принципиальное значение. Группа депутатов во главе с Виктором Гончаром разработала пакет материалов для подготовки и проведения полномочных заседаний Верховного Совета, среди депутатов начался второй сбор подписей за импичмент, но постановление о лишении депутатских мандатов членов Палаты представителей было заблокировано коммунистами, аграрами и частью социал-демократов, в результате чего Верховный Совет не смог признать за собой право собирать парламентские сессии.
10 ноября 1997 года создана гражданская инициатива «Хартия 97», которая направлена на правозащитную деятельность и объединение политических сил, оппозиционных к политике Александра Лукашенко. Хартия, составленная по аналогии с «Хартией 77», декларацией, провозгласившей принципы преодоления тоталитаризма и восстановления демократии в Чехословакии, констатировала нарушения прав человека в Беларуси, разрушение национальной культуры. Первыми Хартию подписали 104 известных в стране политики, общественные и культурные деятели, журналисты. Из наиболее значимых государственных деятелей среди них были 2-й министр внутренних дел Юрий Захаренко (1994—1995), министр обороны Павел Козловский (1992—1994), председатель Национального банка Станислав Богданкевич (1991—1995) и председатель правительства Михаил Чигирь (1994—1996), министр внешних экономических связей Михаил Маринич (1994—1998), все 3 председателя Верховного Совета Станислав Шушкевич (1991—1994), Мечислав Гриб (1994—1996) и Семён Шарецкий (1996). Позже документ подписали более 100 000 граждан Беларуси.

### Президентские выборы 1999 года
Основная статья Президентские выборы в Беларуси (1999)
В 1999 году Верховный Совет назначил выборы президента Беларуси, поскольку полномочия Лукашенко истекли в этом году по Конституции 1994 года. В состав утверждённой Верховным Советом Центральной избирательной комиссии во главе с Виктором Гончаром вошли представители БНФ, ОГП, Белорусской социал-демократической Грамады, Белорусской ассоциации журналистов, а также профессиональных союзов. Центризбирком был вынужден работать в полуподполье, не имея постоянного помещения. Официальные структуры не рисковали иметь отношения с ЦИК, так как это могло грозить как наименее увольнением работы, а в худшем случае и привлечением к уголовной ответственности. Голосование пришлось проводить по квартирам. 19 мая 1999 года итоги выборов были подведены, но не обнародованы из-за трудностей с организацией выборов.
21 августа 1999 года депутаты Верховного Совета, верные Конституции 1994 года, назначили Семёна Шарецкого исполняющим обязанности президента Республики Беларусь.
По сути, попытка провести выборы стала политической акцией, которая показала, что существует необходимость превращений общества на основании Конституции 1994 года. Произошла активизация белорусского общества и качественные изменения в демократической оппозиции.

### Джинсовая революция (2006)
«Джинсовая революция» — термин, используемый оппозицией в Беларуси и её сторонниками для описания их усилий и стремлений к демократическим изменениям в Беларуси в период, предшествовавший президентским выборам 2006 года.

### Президентские выборы 2010 года
После президентских выборов в Беларуси 2010 года против Лукашенко протестовали до 40 000 человек. До 700 активистов оппозиции, в том числе 7 кандидатов в президенты, были арестованы в ходе поствыборных репрессий.
Также были заблокированы или взломаны несколько веб-сайтов оппозиции и кандидатов от оппозиции. Также были заблокированы Facebook, Twitter, YouTube, Google Talk, многие почтовые сервисы и LiveJournal. Штаб-квартира «Хартия’97», оппозиционной группы и веб-сайта, была взята штурмом силами безопасности Лукашенко, и все её сотрудники были арестованы.
По данным The Independent, силовики Лукашенко преследовали его противников «с яростью, которая не выглядела бы неуместной в советское время».

### Протесты 2011 года
В 2011 году прошла серия протестов под влиянием серьёзного экономического кризиса. В результате этих протестов 29 июля правительство запретило собрания и митинги.

### Протесты 2017 года
Из-за продолжающегося экономического спада, продолжающегося с момента последней серии протестов в 2015 году, из-за падения цен на бензин в том же году был принят закон о налогообложении безработных. Примерно 470 000 белорусов обязаны платить налог, но только около 10 % сделали это с момента его введения.
Приблизительно 2500 протестующих заполнили улицы столицы Беларуси Минска 17 февраля в знак протеста против политики, требующей от тех, кто работает менее 183 дней в год, чтобы заплатить 250 долларов США за «упущенные налоги», чтобы помочь финансировать политику социального обеспечения. Это преобразуется примерно в p. 5 миллионов — полумесячная заработная плата. Закон оказался непопулярным, и общественность высмеивала его как «закон против тунеядцев». 19 Февраль, ещё 2000 демонстрировались во втором городе Гомель. Оба собрания были мирными. Меньшие демонстрации прошли в других городах.
25 марта лидер оппозиции Владимир Некляев, который должен был выступить на основной акции протеста, якобы был задержан утром по дороге в Минск.
Власти защищали массовые аресты и избиения граждан, утверждая, что полиция нашла «бомбы с зажигательной смесью и автомобили с оружием» возле акции протеста в Минске.

### Президентские выборы 2020 г. и протесты
В мае 2020 года снижение одобрения Лукашенко на фоне того, как он справился с пандемией COVID-19, привело к уличным протестам, и блогер Сергей Тихановский назвал Лукашенко тараканом, как в детском стихотворении «Таракан-чудовище», имея в виду туфельку, означающую штампование насекомое. Несколько кандидатов от оппозиции зарегистрировалось для участия в следующих выборах в результате движения, но многие из них были арестованы.
Массовые протесты вспыхнули по всей Беларуси после президентских выборов 2020 года, которые были омрачены обвинениями в массовых фальсификациях на выборах. Впоследствии кандидат в президенты от оппозиции Светлана Тихановская, жена Тихановского, заявила, что выиграла президентские выборы, набрав от 60 до 70 % голосов и сформировала Координационный совет для содействия мирной и упорядоченной передаче власти в Беларуси. Онлайн-группы в Telegram, такие как Nexta, а также более мелкие децентрализованные группы сыграли важную роль в распространении информации и координации деятельности оппозиции.

### День Воли
День Воли (бел. Дзень Волі, Dzień Voli) — неофициальный праздник в Беларуси, отмечаемый 25 марта в ознаменование провозглашения независимости Белорусской Народной Республики Третьей Уставной грамотой этот день в 1918 году. Этот день ежегодно используется белорусским демократическим движением для протеста против Александра Лукашенко с момента его избрания.

### Российское вторжение в Украину в 2022 году
27 февраля 2022 года, вскоре после вторжения России на Украину, белорусская оппозиция выступила с протестами, осуждающими поддержку Лукашенко и его причастность ко вторжению в 2022 году. Активисты оппозиции позже участвовали в деятельности по поддержке Украины в конфликте, включая нападения на Белорусскую государственную железную дорогу, которая использовалась Россией для поддержки киевского наступления.
Парламентские выборы в Беларуси (2024)
25 февраля 2024 года, вскоре после выборов 2020 года, было объявлено о проведении выборов в парламент. Белорусская оппозиция призвала бойкотировать выборы, а точнее голосовать против всех. Накануне выборов в парламент (24 февраля 2024 года), белорусские хакеры BYPOL взломали 2000 экранов в торговых центрах и метро, транслируя обращение Тихановской. Также был замечен национальный флаг Беларуси в метро.

## Международная поддержка

### Организации
- Евросоюз ввёл санкции против правительства Лукашенко.
- НАТО ввели санкции против администрации Лукашенко.

### Правительства
Следующие правительства оказали дипломатическую поддержку белорусской оппозиции:
- США[54]
- Латвия[55]
- Литва[56]
- Польша[57]
- Словакия
- Украина
- Чехия[58]
- Эстония[55]. В 2025 году в Таллине также открылось представительство белорусской оппозиции[59].
- Молдова[60]